# Berlingen, Schweiz
Berlingen är en ort och kommun i distriktet Frauenfeld i kantonen Thurgau, Schweiz. Kommunen har 947 invånare (2023).